# Разрядка (типографика)
Разря́дка — способ выделения текста, широко использующийся в традиционной русской типографике; заключается в увеличении интервала между буквами. В церковнославянских текстах и в текстах, набранных готическим шрифтом, является практически единственным средством выделения.
В компьютерном наборе разрядка не пользуются популярностью — видимо, потому что разрядка не используется в английской типографике, и поэтому во многих системах разрядка либо не реализована, либо отсутствуют средства для её быстрого и удобного добавления. В современной русской типографике вместо разрядки принято использовать курсив или полужирное начертание.
Также, разрядка используется в веб-разработке и типографии для улучшения читаемости текста для слабовидящих.

## Набор
Часто разрядку пытаются сделать, добавляя пробелы между буквами.
Это совершенно неправильно, так как пробелы — элементы текста, а разрядка относится к оформлению текста. 
- В программах вёрстки текст разрежают с помощью трекинга.
- В CSS разрядка определяется свойством letter-spacing.
- В системе LAΤΕΧ для выделения текста разрядкой используется команда \so{текст}, доступная в пакетах soul и soulutf8.
- В русской Википедии можно использовать шаблон razr, {{razr|текст}}.

## Внешние ссылки
- О разрядке прописных и строчных — ру/Ководство.